# Albert Feser

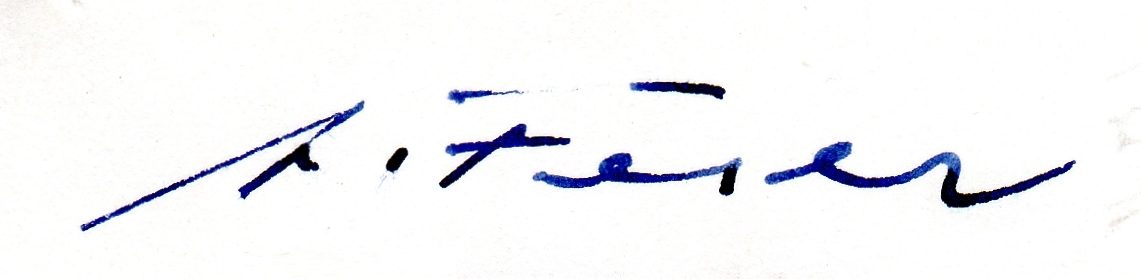
Unterschrift von Albert Feser

Albert Feser (* 24. Oktober 1901 in Öjendorf; † 20. Januar 1993 in Hamburg-Othmarschen) war ein deutscher impressionistischer Maler und Kunsterzieher. Er war ein Vertreter der Freilichtmalerei. Sein Vater Hugo Feser (1873–1958) war Buchdrucker und Schriftsetzer und ab 1919 Abgeordneter der SPD in der Hamburgischen Bürgerschaft.

## Ausbildung und Beruf
Anfang 1918 schloss sich Feser dem Freikorps Bahrenfeld an. 1919 bis 1924 besuchte er das Hamburger Lehrerseminar. Ab 1921 belegte er Abendkurse über Landschaftsmalerei bei Arthur Siebelist. In den Jahren 1923 und 1924 studierte er Kunstgeschichte bei Erwin Panofsky und Fritz Saxl an der Universität Hamburg. Außerdem war er Schüler von Henning Edens.
1924 heuerte Feser bei der HAPAG an und fuhr mit dem Kombischiff Saarland nach China und Japan. Im Jahr darauf begann er seine 14 Jahre dauernde Lehrertätigkeit als Volksschullehrer an der Schule Griesstraße.
Parallel dazu leitete er zwei Jahre lang Malkurse am Institut für Lehrerfortbildung.
1930 bekam er ein einjähriges Stipendium an der Kunstgewerbeschule Hamburg bei Julius Wohlers.
1932 erkrankte er an Tuberkulose, die ihn bis 1944 begleitete.
Ab 1937 nahm er mit seinen Werken regelmäßig an Ausstellungen teil. 1949 schloss Feser sich mit den Malern Fritz Düsing, Adolf Wriggers, Ilse Tesdorpf-Edens und Felix Walner zum „Kleinen Hamburger Künstlerring“ zusammen. 1953 beteiligte er sich in der DDR mit drei Ölgemälden an der Dritten Deutschen Kunstausstellung in Dresden.
1952 wurde Feser Kunsterzieher im Ernst-Schlee-Gymnasium. Dort beendete 1963 er seine Lehrertätigkeit mit seiner Pensionierung. In den 1960er Jahren gab er Malkurse bei der Hamburger Volkshochschule und unternahm Studienreisen durch ganz Europa. Am 20. Januar 1993 starb er am Tag der Eröffnung seiner großen Retrospektive mit 112 Bildern. Sie fand in der Hamburgischen Landesbank statt, wurde von Axel Feuß kuratiert und ausgerichtet vom Altonaer Museum.

## Œuvre
Fesers Gesamtwerk umfasst in der Hauptsache Landschaftsmotive, Stadtansichten und Reisebilder, die er auf den vielen Studienreisen gemalt hat. Er malte auch Stillleben und Porträts. Seine Hauptmaltechnik war die Ölmalerei, gelegentlich auch Aquarell und Zeichnungen. Im Feuersturm Ende Juli 1943 wurde Fesers gesamtes Frühwerk vernichtet.
Seine Werke sind vertreten in der Hamburger Kunsthalle, im Altonaer Museum, in der Hamburger Kulturbehörde und in den Kunstvereinen in Hamburg und Düsseldorf. Einige Werke hängen auch im Hotel Jacob in Nienstedten.

## Einzelausstellungen
Fesers Bilder wurden in vielen Ausstellungen zusammen mit anderen Künstlern gezeigt. Hier ist ein Auszug seiner Einzelausstellungen:
| - 1938 Buchhandlung W. Hoffmann, Hamburg-Hamm - 1942 Kunstraum Magda Heimerdinger, Rothenbaumchaussee - 1943 Galerie Commeter, Hamburg - 1947 Kunstraum Magda Heimerdinger - 1954 Kunsthalle, Hamburg - 1958 Halle der Nationen, Planten un Blomen - 1959 Galerie Commeter - 1961 Galerie Commeter - 1964 Siemenshaus, Hamburg - 1968 Galerie Commeter - 1969 Galerie Brinke und Riemenschneider - 1971 Galerie Riemenschneider | - 1980 Haus der offenen Tür, Domstraße, Hamburg - 1981 Galerie Riemenschneider - 1982 Stadtsparkasse, Wedel - 1983 Kunsthaus, Hamburg - 1984 Galerie Futurum, Hamburg-Othmarschen - 1986 Galerie Riemenschneider - 1987 Galerie Rose, Hamburg - 1988–1991 Galerie Peter, Blankenese - 1993 Retrospektive, Hamburgische Landesbank - 1998 Patriotische Gesellschaft, Hamburg - 1974 „Die Hamburgensie“, Landesbank-Galerie - 1976 Galerie Riemenschneider |

## Ehrungen
11. Juni 1992: Verleihung der Biermann-Ratjen-Medaille

## Mitgliedschaften
Feser war Mitglied im Hamburger Künstlerverein von 1832 und im Bundesverband Bildender Künstlerinnen und Künstler.
Außerdem war er 1949 Gründungsmitglied des Kleinen Hamburger Künstlerringes.

## Familie
Feser heiratete 1927 Elise Weber (1904–1989). Mit ihr hatte er vier Kinder: Bernt (* 1928), Ellen (1935–2019), Helge (1940–1941) und Inga-Cornelia (* 1942).

## Zitate
Ein Schüler aus seiner VHS-Zeit erinnert sich an einen Leitsatz, den Feser seinen Schülern mitgab: 

„Immer nur die Hälfte von dem malen was man sieht, und glaubhaft schwindeln.“